# Waiting for the End
Singles de Linkin Park
The Catalyst Burning in the Skies
Pistes de A Thousand Suns
Jornada del Muerto Blackout
Waiting for the End est une chanson du groupe américain Linkin Park, sortie le 1er octobre 2010. C'est le second single de leur quatrième album studio, A Thousand Suns, sorti le 13 septembre 2010. Le clip vidéo du single, dont le tournage a été dirigé par Joe Hahn, a été mis en ligne le 8 octobre 2010 sur  MTV.

## Clip
Le clip met en scène les membres du groupe Chester Bennigton pour le refrain, Mike Shinoda et Chester Bennington pour les couplets, Brad Delson à la guitare pour le solo à la fin, Rob Bourdon à la batterie, Dave Farrell à la basse et Joe Hahn derrière ses platines de DJ. Il est entièrement réalisé en images de synthèse par Joe Hahn, le disc jockey du groupe.

## Chart
Aux États-Unis, Waiting for the End apparaît dans le classement à la 96e position lors de sa sortie. Après avoir quitté le classement deux fois pour y re-rentrer à la 100e place, il continue à se placer plus haut dans le classement, jusqu'à atteindre la 42e position. Il reste dans le classement pour 23 semaines. Après 15 semaines de présence, il a atteint la 1re position de Modern Rock Tracks, en remplaçant Tighten Up de The Black Keys. Il atteint aussi la seconde position du Rock Song Chart.
En France, il a atteint la 58e position pour une semaine.
Au Royaume-Uni, il a eu une présence quasiment nulle, restant seulement une semaine à la 90e position.